# Roadwater
Roadwater – wieś w Anglii, w hrabstwie Somerset, w dystrykcie (unitary authority) Somerset. Leży 66 km na południowy zachód od miasta Bristol i 230 km na zachód od Londynu.